# 茄苳入石榴

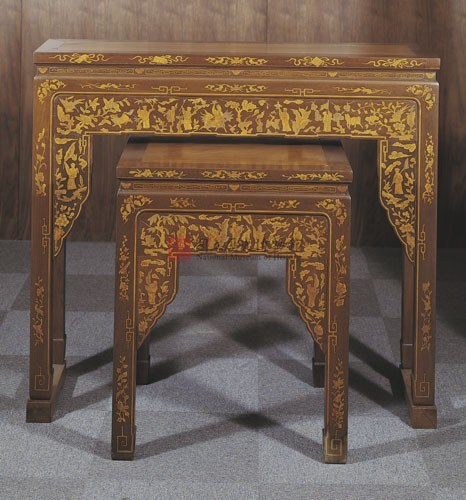
國立歷史博物館藏茄苳入石榴供桌

茄苳入石榴 ，又稱茄苳入石柳或異木鑲嵌，為臺南府城特有的木作工藝。

## 特色
臺南市（舊稱府城）的木雕工藝興盛，以粧佛為主，流派可分為漳州、泉州、福州等派，亦有各式鑿花、小木、大木之專業匠師，其中「茄苳入石榴」技術，屬於臺南府城特有之木作工藝。早期的木雕師傅多集中在咾咕石街（今信義街）及兌悅門四周（信義街與文賢交叉口），全盛時期，附近一半左右的商店及住戶都是從事木雕工藝。
所謂「茄苳入石榴」，又稱「異木鑲嵌」，乃是利用茄苳、石榴（亦作石柳）兩種木材，藉由木材的質地軟硬及色澤不同，結合雕刻及鑲嵌的技術。「茄苳入石榴」的作工費時，但是成品精美細緻，長年受到收藏家的喜愛。

## 樹種
茄苳和石榴，都是南臺灣常見的樹種。茄苳木，學名Bis chofia javanica，中文名稱為秋楓，又稱秋風、茄苳（茄冬、加冬、加當）、萬年青樹、赤木等。茄苳質地堅硬，顏色較深，呈深咖啡色，經常作為茄冬入石榴的基底。石榴，又稱為石柳木，因為質地細緻，顏色較淺偏黃色，嵌入茄苳木中，形成顏色的深淺對比。

## 雕刻技法
「茄苳入石榴」往往被歸入木雕技法中「鑿花」類項的一種，但鑿花多純粹屬雕刻的技術，茄苳入石榴則還有鑲嵌的技術，較為複雜且更講究精確與耐心，應屬鑿花技術中的進階版。
「茄苳入石榴」的成品，依其形式、雕法，可粗分為兩種，一為平雕、一為浮雕。總之，這是結合鑲嵌與雕刻兩種技藝於一體的精密木藝；不論平雕或浮雕，兩者都是先在深色的茄苳木上，依設計好的圖形，將輪廓整個挖深成溝槽，然後將淺色的石榴木圖案以線鋸鋸好，鑲嵌進入。平雕是將嵌入後的石榴木圖案打磨成和茄苳木一樣的平面；而浮雕則是在突出的茄苳木上再進行細部雕刻，成為不同深淺卻合成一體的造型，凸顯成品的立體感；一般石榴木凸出茄苳木約0.5分至1分（即3吋）左右，由於雕造困難，價格亦高出平雕3～10倍。平雕、浮雕有時作為單一表現，有時亦進行混合表現，甚至再加上透雕技法，形成多變樣式。總之，這種異色同體的雕造技法，無法以機器取代，成為富貴人家之屏風、桌椅、床頭、佛盦、祖先盦、鏡台、洗面架、花台、斗燈、珍寶盒，乃至廟宇匾額、神明桌、神轎喜用的技法。

### 二木鑲嵌

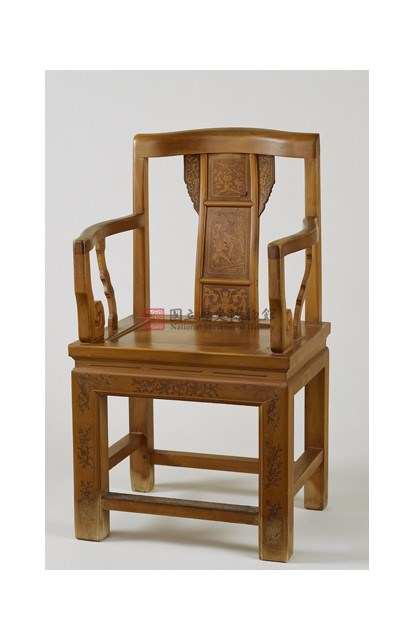
國立歷史博物館所藏之嵌木法茄苳入石榴太師椅

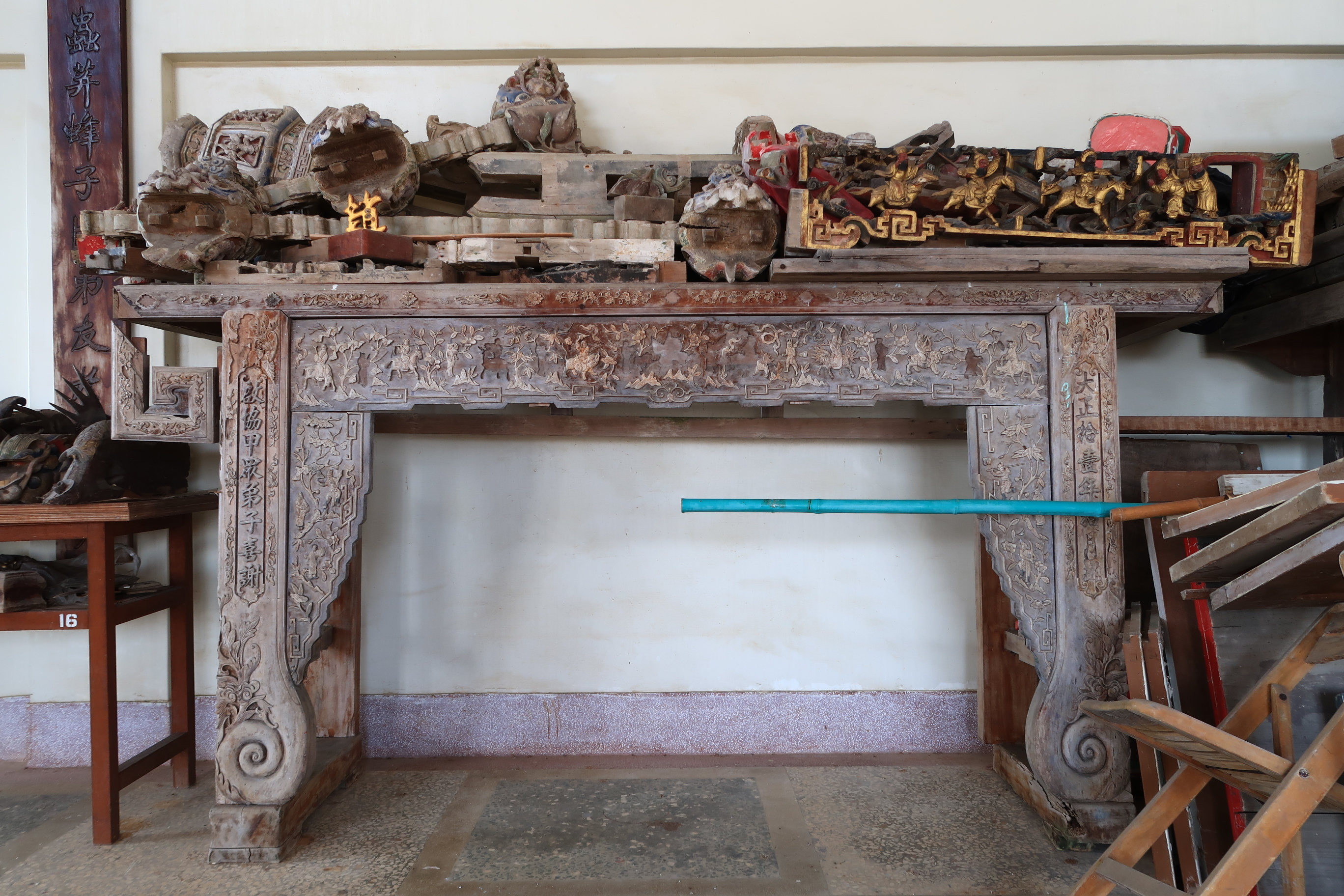
赤馬赤樊桃殿的舊神桌

二木鑲嵌的目的要維持作品的穩固，二木的挖鑿與割鋸，圖案輪廓必須完全精確，否則不是無法鑲入，或是鑲入後不能牢固；同時，二者的鑲嵌並非90度的垂直鑲合，而是作為母料的茄苳，溝槽口小內大，而子料的石榴，其預計嵌合處則須外大內小，也就是像木榫的結合一般，以90度為準，榫頭與凹槽各增、減7度半，一旦鑲入，即無法拔出，完全牢靠。

### 石榴入茄苳
除了正統的「茄苳入石榴」外，也有一些不同的作法，例如「石榴入茄苳」。作法是將二個材料對調，以石榴為底板，茄苳成為嵌入的圖形；這類作品以小件作品居多。近年石榴取得不易、價格昂貴，許多匠師會以九骨或大里香木片取代。

### 圖案
茄苳入石榴的圖案多元，包含花鳥紋飾、幾何紋、書法、民間故事、歷史典故等。若是故事人物較多、雕刻的技術也會比較繁複，在繪畫線稿時，也考驗匠師的功力。

## 重要保存者
臺南「茄苳入石榴」歷來知名的匠師，計有：陳瑞寶、陳火木、陳炎山、陳燦亨、呂江漢、陳南陽，及較年輕一輩的劉進文等人。其中，陳南陽在2014年獲臺南市政府登錄為傳統藝術「茄苳入石榴」的保存者。